# خیار حیوان
خیار حیوان یک خیار فسخ است که مطابق آن اگر مبیع حیوان باشد، به مشتری این اختیار را می‌دهد که تا سه روز از زمان عقد قرارداد، معامله را فسخ کند. خیار حیوان یکی از خیارات ده‌گانهٔ ذکرشده در ماده ۳۹۶ قانون مدنی ایران است و توضیح آن در مادهٔ ۳۹۸ آورده شده‌است.
حکم قانون مدنی ایران در این زمینه مطابق قول مشهور فقهای شیعه است، با این حال در فقه امامیه این خیار را در حالت‌های دیگری نیز معتبر شمرده‌اند: ۱) اگر ثمن حیوان باشد، بایع (فروشنده) دارای حق فسخ خواهد بود. ۲) بایع مانند مشتری می‌تواند تا سه روز بیع را فسخ کند، حتی اگر ثمن حیوان نباشد.
خیار حیوان در مواردی جاری است که مبیع حیوان زنده باشد و در مورد حیوان مرده جایز نیست. خیار حیوان را تنها در مواردی می‌توان اجرایی کرد که مبیع معین باشد و به محض وقوع بیع شخص آن را به تملیک درآورد و در مبیع کلی راه ندارد. 